# Kunikera, Koppal
Kunikera là một làng thuộc tehsil Koppal, huyện Koppal, bang Karnataka, Ấn Độ.